# 打撈
打撈（英文：Marine salvage）是一種於水域進行尋回屍體或者物件的技術。

## 歷史
於前327年前，周朝传国之宝九鼎佚遺失于泗水。前219年，秦始皇派人入河床利用绳索将其自水下拉起，不过没有成功（这在浅浮雕时代甚至成为了艺术主题）。
至11世纪的宋朝（960年至1279年），宋人利用浮力完成了一次成功的打捞作业。 考古学家由史载曹冲（西元196-208年）称象一事， 得知古人至少在西元3世纪时即掌握浮力的概念。 而於1041年至1048年，蒲州附近、约距当时於350年前建成、横跨黄河的浮桥蒲津桥，毁于洪水。 这座桥是由船构成，船间以铁鍊相连，铁鍊则连到两岸8座不同的由铸铁铸成的在休憩中的水牛像上。洪水把铁牛从沙岸拉入黄河，并且一沉到底；在事件发生后，当地州府贴出榜文对如何取回铁牛寻求对策。 后来，僧人怀丙的计划受到采用。学者罗伯特·坦普尔对此描述道：「在僧怀丙的指示下，工人将两条大船装满土，船夫潜水将索固定在位于河床的铁牛上。然后逐渐抛弃酬载船上的土，导致船在水中吃水越来越浅。为大家所欣喜的是，产生的浮力便将铁牛自河床浮起。然后他们只需将船往岸边开就可将万斤铁牛拖到浅水区域。」 同样技术亦应用于打捞现代远洋轮船安德烈亚·多里亚（SS Andrea Doria）号。该船于1956年沉没于大西洋；在该次任务中，打捞用矿砂船不装满泥土酬载，而以水代替。它将水逐渐漏出，这将安德烈亚·多里亚废船自水下68.5公尺（225英尺）打捞上来。

## 種類

### 近海打撈
將開放水域內擱淺或沉沒的船體帶上水面，稱之為近海（離岸）打撈。此種類型因船體暴露於海浪、洋流與自然天候下，相較於港口內的沉船，更容易受損也較難作業。能施行近海打撈的時機不多，通常受限於海象與天候條件。由於船體狀況只會越來越糟，打撈作業只能在最短時間內進行。典型的近海打撈作業會預備全套牽引設備以及牽引船，此外也會利用直升機或小船運補自攜式的潛水設備。純粹從施工規劃的觀點來看，在沒有額外防護的水域作業，對起重船、監工人員、挖泥船與駁船（大型平底船）都難以施展身手。再者，施工人員（焊工、木工等）在打撈作業期間必須隨時待命，人力來源難維持穩定。

### 港口打撈
將受防護水域內擱淺或沉沒的船體帶上水面，稱之為港口打撈。此類型的沉船，較不會受到海象與天候摧殘，除非座標鎖定困難，否則作業時效性也沒有近海打撈這麼急迫。此外，港口打撈的前置作業與計劃時間較短，施工人力與重型機具（起重船、駁船等）也更容易取得，當然這與當時作業環境有直接關係。

### 貨物與設備打撈
貨物沉沒有時會造成環境問題，如果是貴重機具或貴金屬更會成為重大損失，因此搶救貨物與設備往往比搶救船體更重要。這類型的打撈著重於將貨物移出，必要時不惜將船殼分解或破壞。

### 殘骸移除
這類打撈著重於移走危害物或不具打撈價值且有礙觀瞻的殘骸。因為重點不是救起船體，所以搬運殘骸往往採用最簡單便宜的方式。通常，移除危害物會比移除殘骸優先考慮，有時會直接把船殼分解為易搬運的碎塊，甚至把撈起船體再度鑿沉，使其沒入深海中。

### 漂流物打撈
搶救受損但未沉沒的船隻可稱為漂流物打撈。此種打撈與一般認知的撈起作業有別，惟仍然不可以輕忽船體損害控管，有時需進行船殼焊接，調整壓艙物與移動貨物來幫助船體穩定，或加強結構支撐。某些情況下，船體雖有輕微受損，仍然可以繼續航行，並留下原來的船務人員執行原來的任務。

### 清理打撈
清理打撈，涵括移走或者撈起港灣中及航道裡的沉船，一般是海嘯、颶風、或戰爭（例如珍珠港事件）等巨大災禍所致。許多成堆的沉船也因為碰撞、火災或爆炸，而有不同程度的損壞。

## 打撈迫切性與預算考量
打撈計畫依其迫切性與預算考量而有不同的執行方式。如沉船為商船，那麼打撈方式通常會考量其商業價值以及對航道的衝擊。不過，軍艦打撈則常常沒有預算限制，甚至可以超過船艦本身的價值，這通常與國家威望與「不遺棄」政策有關。